# Gruppo ligneo della Deposizione di Volterra
Il Gruppo ligneo della Deposizione del Duomo di Volterra è uno dei più significativi esempi superstiti del fenomeno duecentesco di produzione di gruppi in legno policromo raffiguranti l'episodio evangelico della Deposizione di Gesù dalla Croce. Episodio che vede come protagonisti, oltre alla Madonna e san Giovanni Evangelista, Nicodemo e Giuseppe di Arimatea, questi ultimi due intenti a rimuovere materialmente il corpo di Cristo dalla Croce e a raccoglierne la salma.

## Le deposizioni lignee
La produzione di gruppi di deposizione in legno policromo ebbe rapida diffusione, dai primi decenni del Duecento, prevalentemente nell'Italia centrale: la Toscana (ed in particolare l'area pisana), l'Umbria, il Lazio furono, per quanto è dato desumere dalla localizzazione delle sculture superstiti, i centri di maggior propagazione del fenomeno. Non mancano tuttavia significativi gruppi di deposizione in legno policromo, sostanzialmente coevi a quelli italiani, anche in altre aree di Europa e segnatamente in Spagna (altri, più rari, esempi si trovano in Francia e in Belgio).

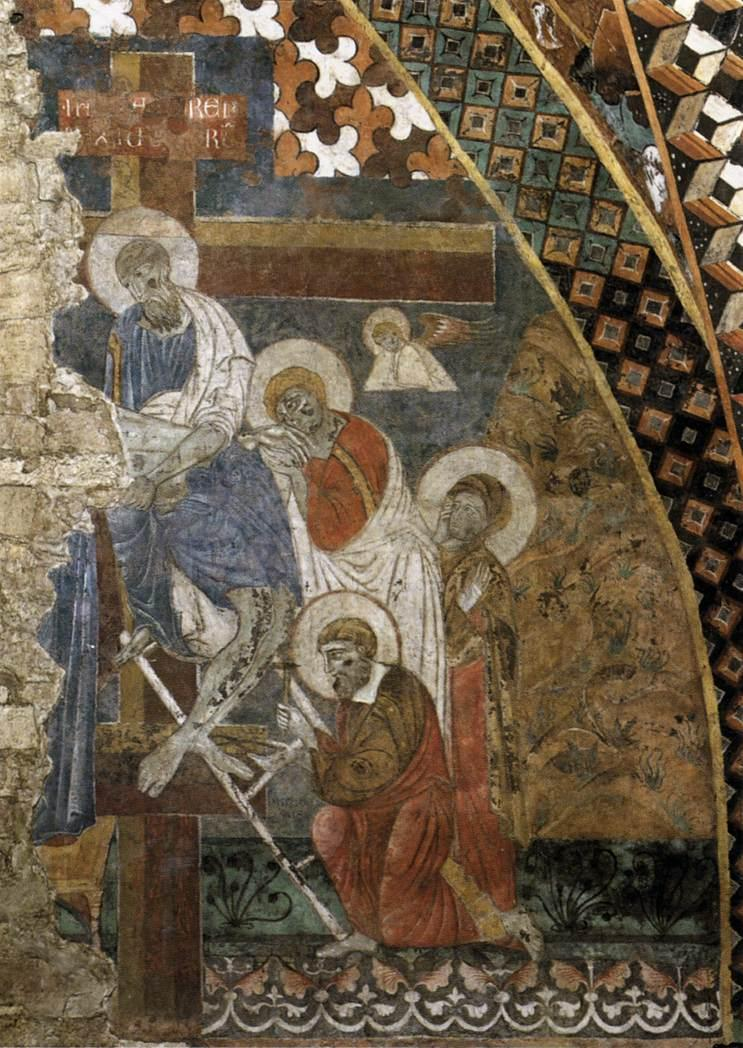
Maestro di San Francesco, Deposizione, XIII secolo, Assisi Basilica inferiore di San Francesco d'Assisi

L'affermarsi di questo tipo di produzione è presumibilmente connesso alla celebrazione dei riti pasquali e in particolare alle veglie del Venerdì Santo e alle sacre rappresentazioni inscenate in quelle occasioni.
Dalla sostanziale assenza di gruppi scultorei di questo tipo in epoche successive al XIII secolo è dato altresì desumere che questo fenomeno ebbe breve durata, esaurendosi nel giro di qualche decennio. Ulteriore testimonianza della rapida sfortuna di questo manufatto sta nella circostanza che, mentre i gruppi, in tutto o almeno in parte significativa, ancora integri sono molto pochi, è invece relativamente apprezzabile il numero di crocifissi medievali che derivano da un'originaria deposizione. Vale a dire che dell'iniziale gruppo si tenne solo la figura di Cristo, del quale, mutandone la posizione delle braccia, si cambiò tipo iconografico: da quello del Deposto a quello del Crocifisso. Le altre statue della composizione invece scomparvero.
Ignote sono le cause della precoce eclissi di questa tipologia di opera: una congettura avanzata in merito è che la relativa placidità con cui l'evento è raffigurato nei gruppi lignei non fosse più confacente alla rinnovata esigenza tardomedievale di sottolineare maggiormente la drammaticità dell'episodio (e in generale dei fatti della Passione di Cristo). 
Mutamento che si coglie nella pittura della metà del Duecento e di cui un buon esempio può scorgersi nell'affresco del Maestro di San Francesco nella Basilica inferiore di Assisi, per l'appunto raffigurante la Deposizione della Croce, che, pur nello stato frammentario in cui ci è pervenuto, dà più forte risalto – nella disperazione dei dolenti e nella accentuata movimentazione del corpo del Crocifisso – alla tragedia in atto.
Non appare casuale, infine, che gran parte dei gruppi di deposizione ancora conservatisi si trovi, in Italia, in località "periferiche" (Volterra, Vicopisano, Pescia, Tivoli, Bulzi, Montone, per citare solo quelli in stato conservativo ancora apprezzabile). Secondo gli studi del settore questa circostanza è indice della maggiore devozione cultuale che queste opere suscitarono nelle piccole comunità, rispetto a grandi centri, che ne favorì la, sia pur parziale, conservazione.

## La produzione di gruppi di deposizione nell'area pisana

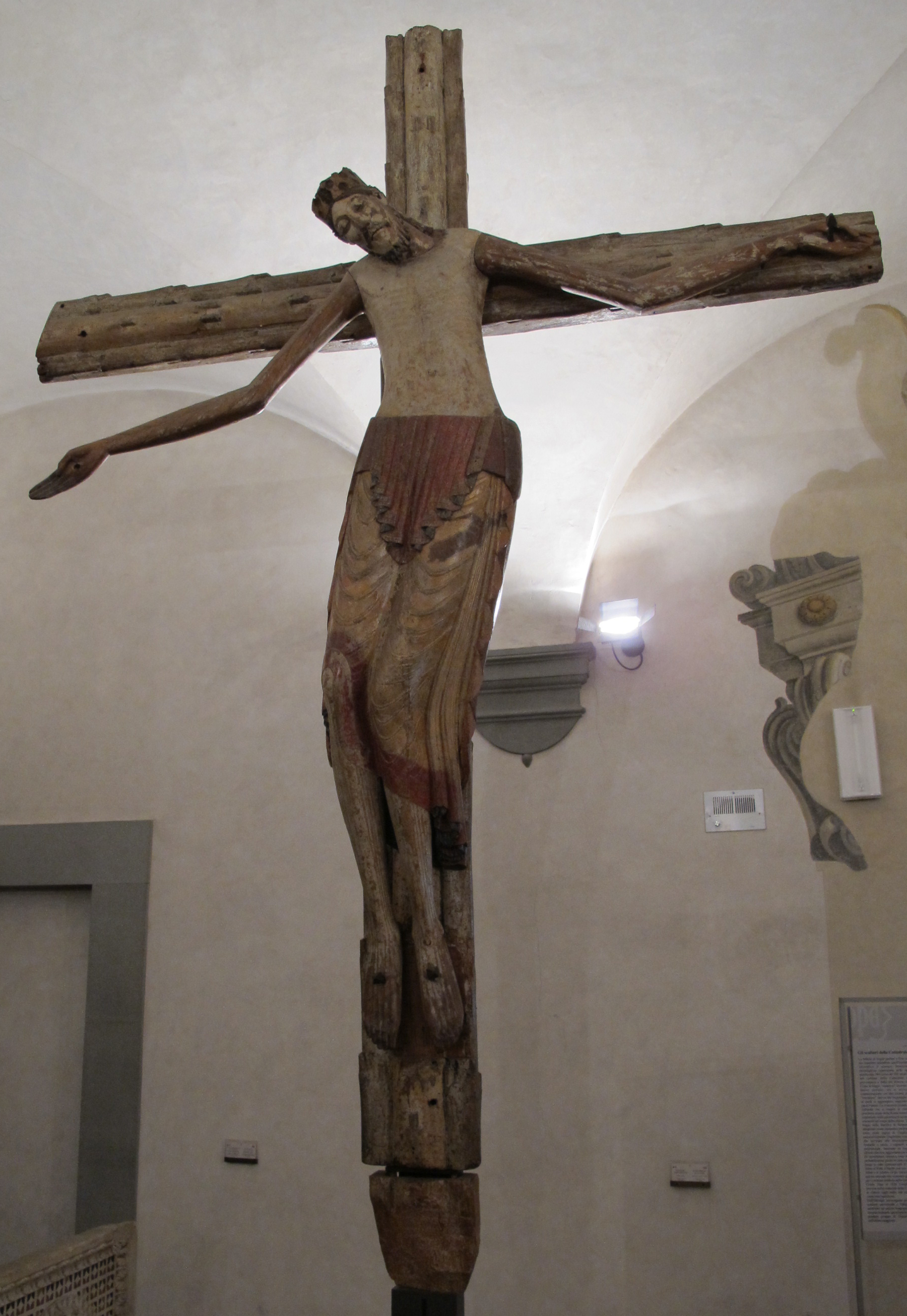
Cristo deposto (ciò resta di un gruppo di deposizione), Scuola borgognona, XII secolo, legno policromo. Pisa, Museo dell'opera Duomo.

In Italia, il maggior centro di propulsione delle deposizioni lignee fu verosimilmente proprio l'area pisana. Al gruppo volterrano, infatti, deve aggiungersi un altrettanto mirabile gruppo (sia pure in stato di conservazione, specie per ciò che concerne la policromia, non eccellente come quello di Volterra) collocato a Vicopisano. Altro gruppo in area pisana (in stato di conservazione frammentario) si trova a San Miniato.
Non lontano da Pisa, a Pescia, infine,  vi è un ulteriore gruppo di deposizione, anch'esso di notevole significato in quanto uno dei pochi a conservare ancora tutte le figure originarie.
Anche opere fuori regione hanno probabile provenienza pisana, come nel caso, in particolare, della deposizione di Bulzi, in Sardegna, regione che per un breve periodo fu (in parte) un dominio pisano e che con la città sull'Arno intrattenne significativi rapporti e scambi, testimoniati anche dalle rilevanti presenze nell'Isola di esempi di architetture romanico-pisane.
La primazia pisana nella produzione di questo genere di opera d'arte trova possibile origine nella presenza a Pisa di un grandioso gruppo ligneo di fattura borgognona – di cui oggi si conserva solo il Cristo – originariamente allocato nella chiesa di Sant'Anna, poi trasferito in Duomo ed infine nel museo dell'Opera primaziale, sua sede attuale.
Questo gruppo, che risale al XII secolo ed è quello più antico di cui si abbia testimonianza in Italia, fu il possibile modello - non tanto su piano stilistico, ma piuttosto compositivo - delle successive, numerose, deposizioni in legno policromo prodotte nell'area.
Alcuni studiosi, infine, sostengono che tutte le deposizioni lignee italiane siano state prodotte da artefici di area pisana, membri di un'unica bottega itinerante. Tesi che però è da altri smentita sulla base delle differenze, stilistiche e qualitative, riscontrabili nei gruppi di deposizione superstiti delle diverse aree dell'Italia centrale.

## L'opera

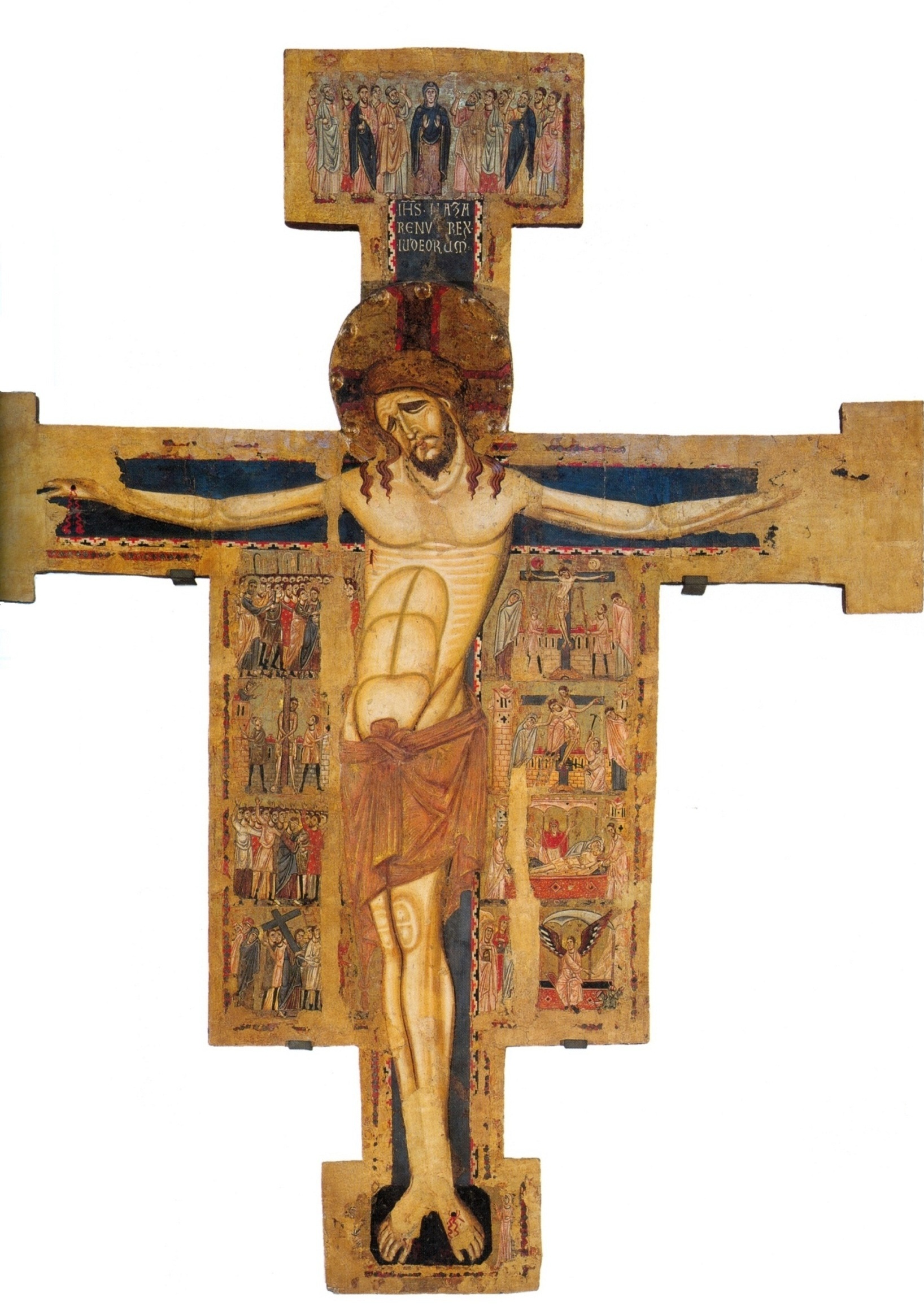
Scuola pisana, Croce dipinta, XIII secolo, Pisa, Chiesa di San Martino

La Deposizione di Volterra è certamente il gruppo più significativo giunto sino a noi, sia per la sua elevatissima qualità esecutiva, sia, caratteristica che lo rende pressoché unico, per la conservazione sostanzialmente integrale della cromìa originaria, peraltro a sua volta di raffinatissima esecuzione.
A quest'ultimo proposito, in particolare, l'ultimo restauro (eseguito tra il 1988 e il 1990) ha evidenziato la sopravvivenza di alcuni dettagli decorativi, sulla croce e sugli abiti di alcuni degli astanti, in chiaro collegamento con alcune soluzioni stilistiche della coeva pittura pisana, ciò che sembra dissipare ogni precedente dubbio sul fatto che quella del gruppo volterrano sia proprio la cromìa originaria.
D'altro canto, le acquisizioni delle tecniche di restauro della scultura lignea policroma medioevale hanno dimostrato che l'operazione di ridipintura (tante volte avvenuta in passato mediante restauri ascientifici) comportava quasi sempre una notevole alterazione plastica dell'opera. Il colore infatti non era stesso direttamente sul legno ma su un'imprimitura in tela e gesso (in modo analogo alla pittura su tavola). La ridipintura, quindi, implicava, nella maggior parte dei casi, il rifacimento anche dell'imprimitura con frequente alterazione dell'originario equilibrio plastico dell'opera (e per questo in non pochi casi l'opzione restaurativa è quella di rimuovere del tutto le dipinture successive riportando a nudo il legno). Alterazione che non si riscontra affatto nella Deposizione di Volterra.
Altro aspetto di straordinarietà del Gruppo di Volterra è costituito dal fatto che la croce, la scala utilizzata da Giuseppe di Arimatea e anche la tenaglia con cui Nicodemo estrae i chiodi dal legno sono tutti elementi originari. In nessun altro gruppo di deposzione, nemmeno in quelli meglio conservati, si riscontra la stessa completezza. 

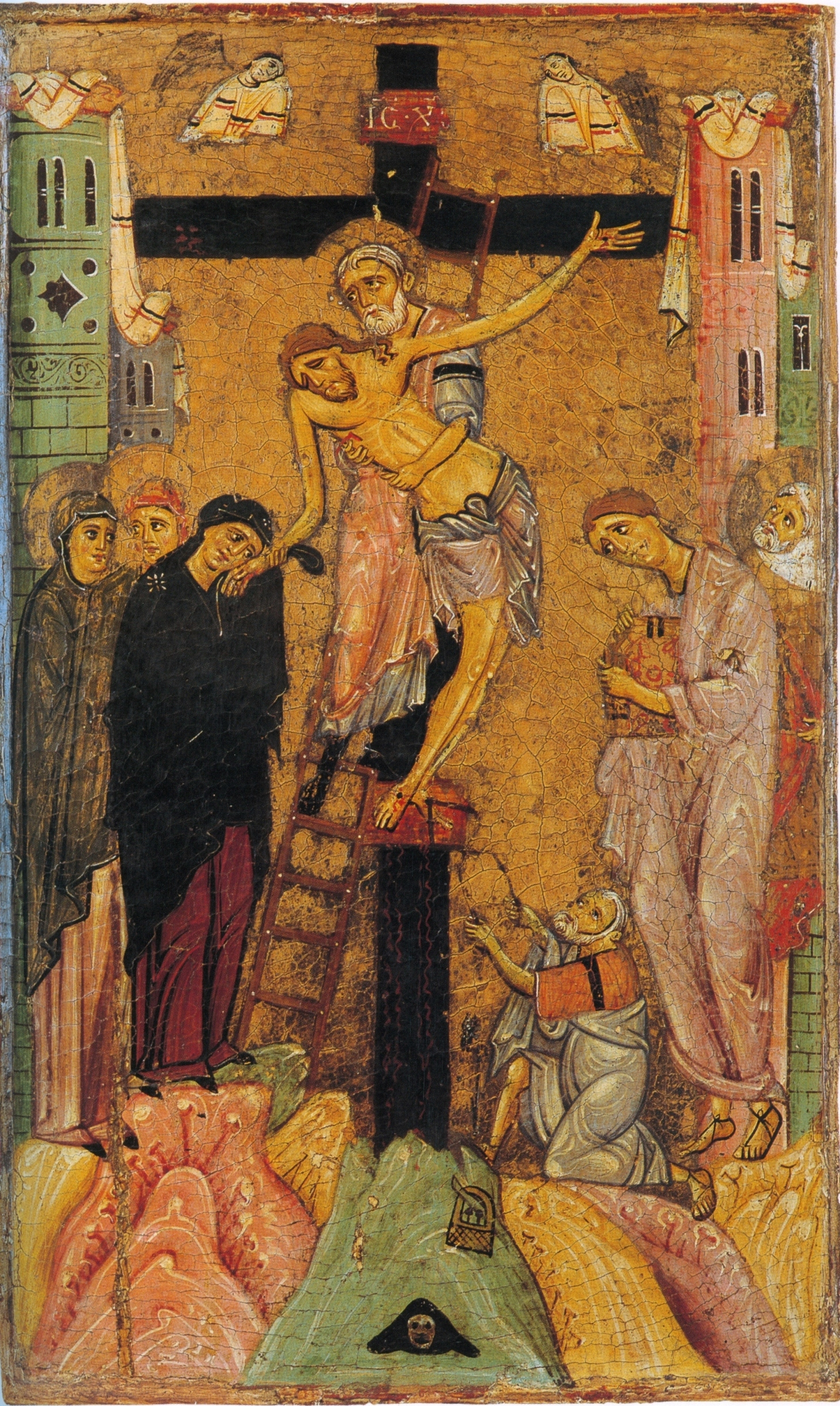
Enrico di Tedice, Deposizione, 1260 ca., Pisa, Museo nazionale di San Matteo

Quanto alla datazione dell'opera, una prima tesi la colloca nella seconda metà del Duecento. Questa posizione si basa sulla ritenuta dipendenza di alcune soluzioni compositive della Deposizione di Volterra da una tavoletta del pittore pisano Enrico di Tedice, datata intorno al 1260, parimenti raffigurante una deposizione dalla croce. In particolare, si osserva che, nella tavoletta dipinta, Nicodemo è intento a svellere i chiodi dalla croce (come a Volterra), mentre in altri gruppi (come quello di Pescia, per questo ritenuti più antichi) Nicodemo non svolge questa funzione, ma raccoglie il corpo del Deposto.
Secondo questa tesi la soluzione iconografica volterrana (e di Vicopisano) – con Nicodemo che, armato di tenaglia, tira via i chiodi utilizzati per il supplizio – dipenderebbe, per l'appunto, dal dipinto di Enrico di Tedice, con l'ovvia conseguenza che l'esecuzione del Gruppo del Duomo sarebbe successiva alla piccola tavola. È stato osservato tuttavia che l'iconografia di Nicodemo che utilizza una tenaglia è molto più risalente (la si vede infatti nelle storiette della Croce di Mastro Guglielmo a Sarzana che è assai più antica della tavoletta di Enrico di Tedice, risalendo al 1138) di talché la dipendenza della Deposizione di Volterra dal piccolo precedente pittorico pisano non può dirsi provata.
Altra tesi anticipa di alcuni decenni l'opera, anche avvalendosi di un documento dell'archivio capitolare volterrano, risalente al 1228. Questo documento infatti ci dà notizia del fatto che per pagare le spese di un “crocifisso” («pro opere crucifixi», si legge nell'atto) commissionato per il Duomo della città, si procedette alla vendita di indulgenze. Benché il documento faccia riferimento, per l'appunto, ad un "crocifisso", e non ad un gruppo di deposizione, si ritiene plausibile che, al di là della dizione imprecisa o comunque equivoca, esso possa riferirsi proprio al gruppo volterrano. Sembra improbabile, infatti, che un “semplice” crocifisso – fosse esso una scultura o una croce dipinta – costasse tanto da costringere ad una così insolita, per simile scopo, forma di reperimento delle risorse necessarie a pagarlo.  Viceversa il Gruppo della Deposizione, per la sua qualità, le sue dimensioni e per l'ampio utilizzo di foglia d’oro e d'argento per la sua decorazione, dovette avere costi considerevoli.
L'intensità del volto del Cristo della Deposizione di Volterra è sembrata associabile alle bellissime croci dipinte di Giunta Pisano. Del pari, nel Gruppo volterrano sono stati scorti rimandi a quelle testimonianze di arte bizantina così vive nella Pisa di inizio Ducento (si pensi alla Croce Bizantina del San Matteo o alle sculture del portale del Battistero). Affinità che collocano anche la Deposizione del Duomo in quella fioritura delle arti figurative avvenuta a Pisa nei primi decenni del XIII secolo, che fu tra i primissimi fenomeni di rilievo nella formazione della grande tradizione artistica italiana.

## Altri gruppi di Deposizione di produzione pisana

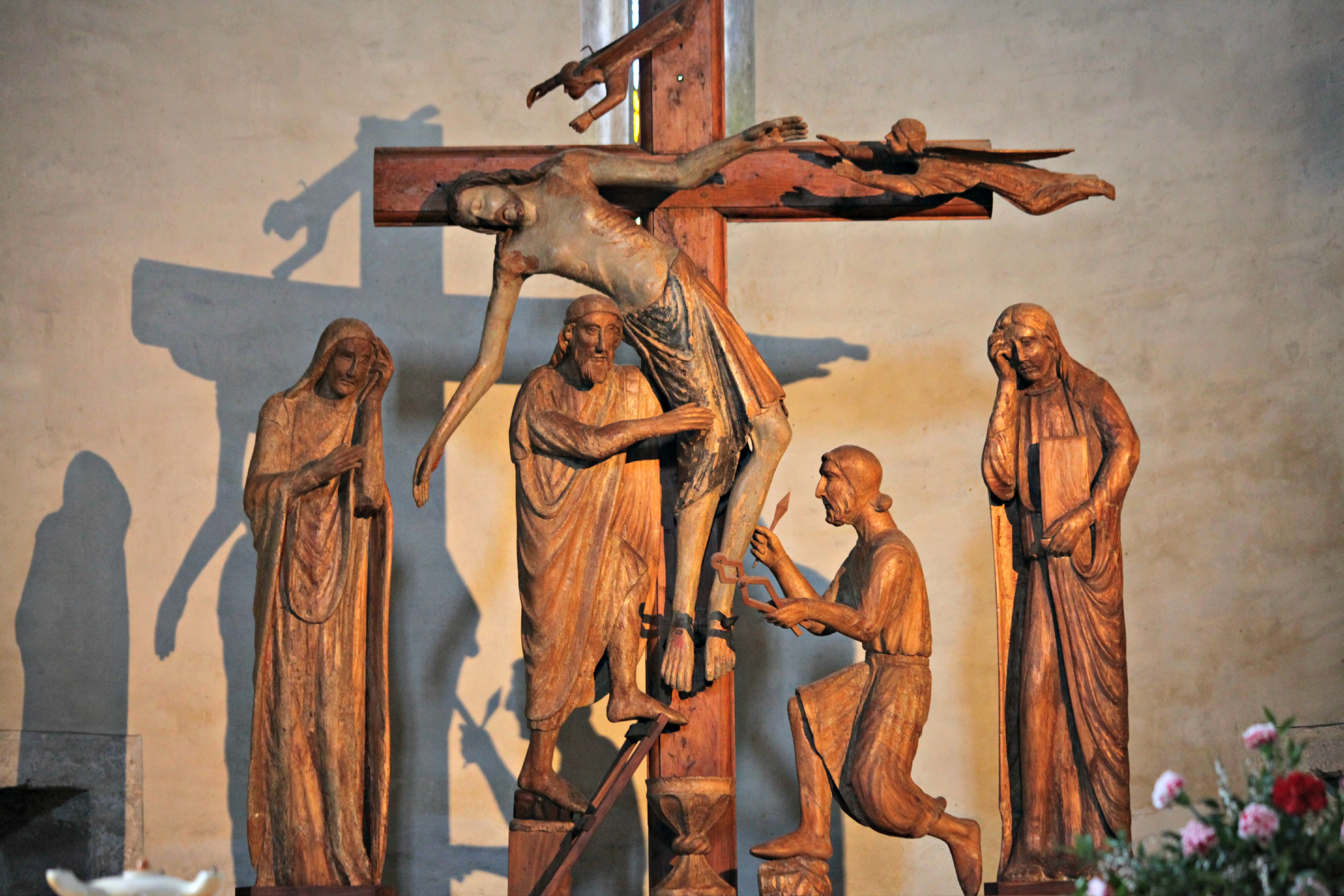
Deposizione di Vicopisano, Pieve di Santa Maria
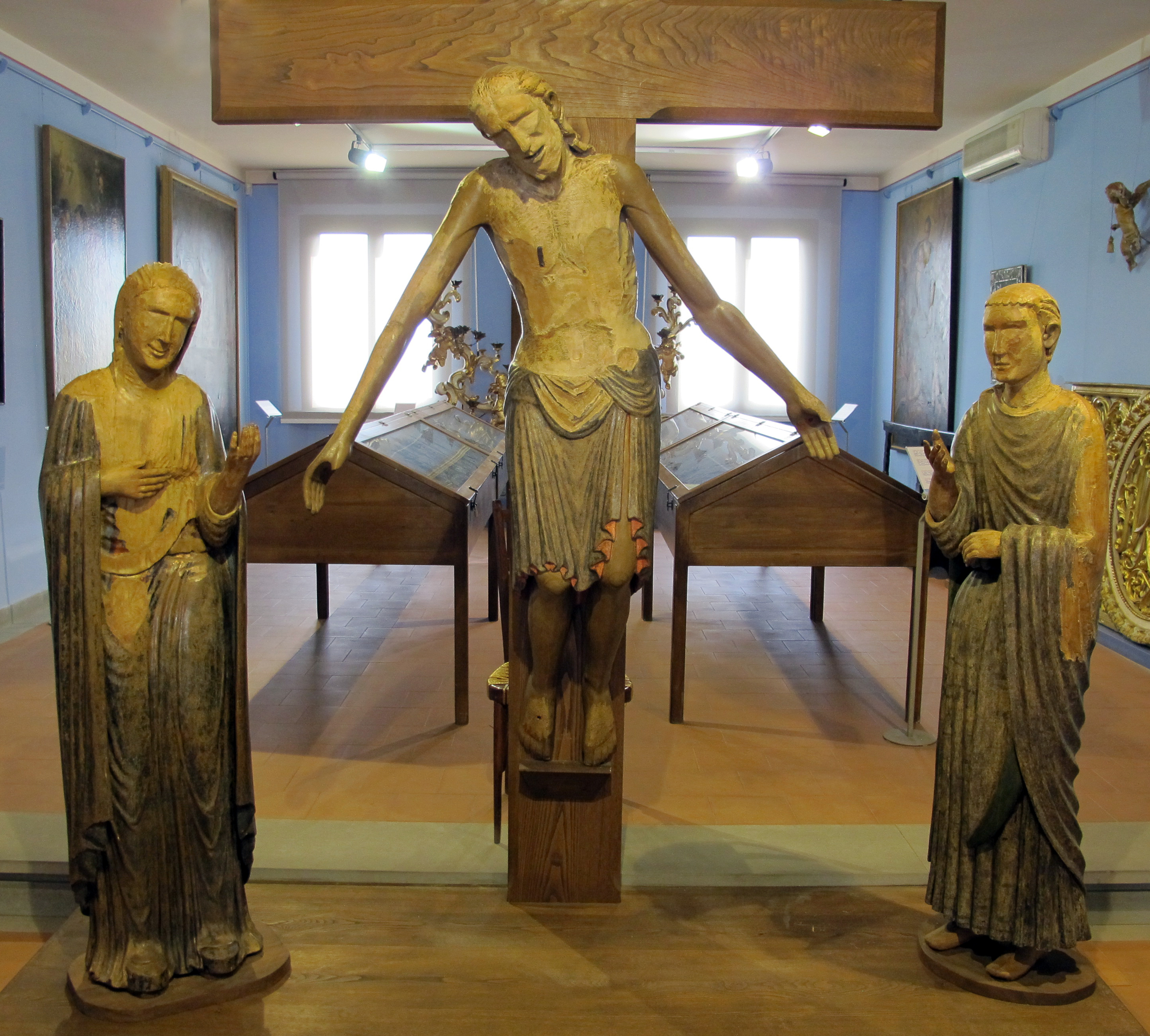
Deposizione di San Miniato, Collezione dell’Arciconfraternita della Misericordia
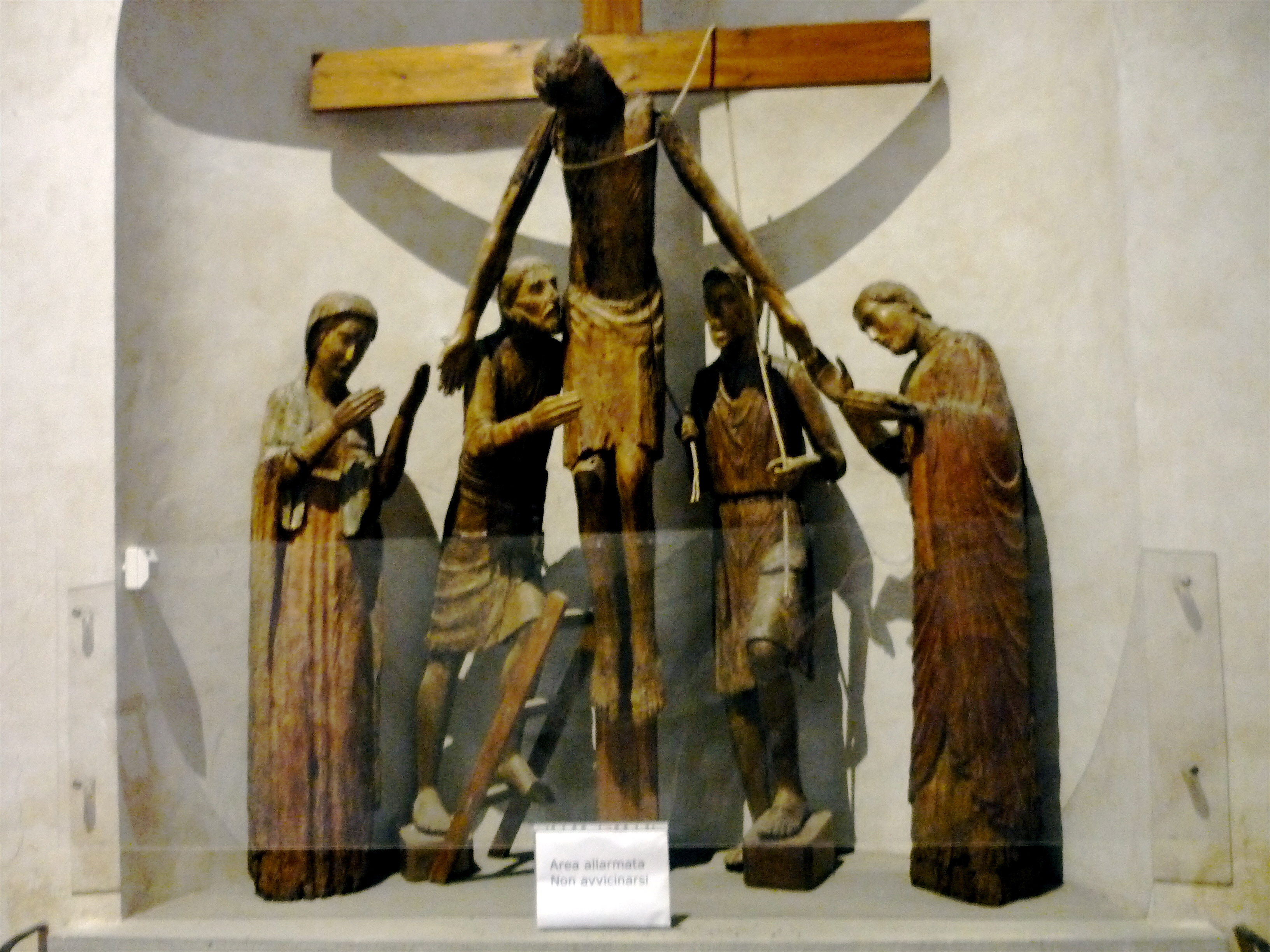
Deposizione di Pescia, Oratorio di Sant'Antonio Abate